# Lars Swane
Lars Swane, född 19 oktober 1913 i Köpenhamn, död 13 januari 2002, var en dansk målare, tecknare och porslinsmålare.
Han var son till Sigurd Swane och Christine Larsen och gift 1942–1960 med Ursela Feilberg Uttenmreitter och andra gången från 1960 med Aase Birte Sindt Stricker. Swane tänkte i sin ungdom utbilda sig till arkitekt men fick sin konstnärliga utbildning av sina föräldrar och som elev till Peter Rostrup Bøyesen 1937–1938 och under ett flertal studieresor i Europa bland annat till Sverige där han gjorde längre uppehåll 1936 och 1939. Separat ställde han ut i Köpenhamn, Århus, Maribo och Christianshavn samt medverkade i samlingsutställningarna Kunstnernes Efterårsudstilling i Köpenhamn 1939–1950 och Grønningens tecknarsektion 1952–1965. Han konst är en fortsättning av Fynskolans verklighetsnära motivuppfattning och han har i skolans anda utfört en rad landskap i olja eller akvarell dessutom har han som illustratör tecknat illustrationer för ett flertal böcker. Swane är representerad vid Århus museum och Moderna museet i Stockholm.